# Соборна площа (Миколаїв)
Соборна площа (до 1869 — Магістратська, до 1920-х — Соборна, до 1945 — Радянська, до 2015 — Леніна) — центральна площа міста Миколаїв, утворена перетином вулиць Героїв Рятувальників, Адміральської, Соборної і Флотського бульвару.

## Назва
З перших днів існування міста в ньому запланували кілька площ, які спочатку не мали назв. З розвитком Миколаєва деякі площі повністю або частково забудовувалися, але потім створювалися нові. Деякі з них з часом озеленювалися і перетворювалися на сквери.
Свою першу назву — Магістратська — площа отримала через розміщення посеред неї будівлі Магістрату — міського управління. Згодом будівлю зайняло Чорноморське адміралтейське правління і в 1869 році її перейменовано на Соборну, оскільки на її східній стороні стояв Адміралтейський собор.
У 1920-ті роки площу перейменували на Радянську — на честь Рад депутатів — головного органу управління країною. Після Другої світової війни знову перейменована й названа іменем В. І. Леніна.
У 2015 році за ініціативою городян рішенням Миколаївської міської ради площі повернуто історичну назву Соборної.

## Історія

### Заснування
Магістратський плац або Магістратська площа була запланована одразу ж під час заснування міста. Планування площі приписують відомому архітектору І. Є. Старову, але немає жодного документа, який би прямо підтверджував це. Найімовірніше, площу розпланував військовий інженер І. І. Князєв, який створив перший реальний план міста. Навколо площі мав сформуватися адміністративний центр міста. Вона отримала свою назву за будівлею Магістрату, поставленою посеред площі. Згодом навколо неї збудували корпус гауптвахти і варти, кафе «Золотий якір», міську управу, Адміралтейський собор і будинок Аркасів. У 1873 році на перехресті вулиць Соборної та Адміральської спорудили пам'ятник О. С. Грейгу.

### Початковий вигляд
Організаційним центром площі стала будівля Магістрату, споруджена в середині 1793 року за проєктом І. Є. Старова. Витримана в стилі класицизму, вона, за вказівкою Г. О. Потьомкіна, набула також деяких особливостей молдавської народної архітектури. У 1794 році Магістрат був зайнятий Морським відомством і тут згодом розташовувалися його різні установи. З 1914 року тут розміщувався Музей образотворчих мистецтв імені В. В. Верещагіна, а потім і природничо-історичний музей. Будівля була зруйнована приблизно 1936 року для розширення площі.
Між магістратом і Морським бульваром у 1898 році розпланували невеличкий сад, оточений красивими чавунними ґратами. Його використовували для прогулянки ув'язнених і для відпочинку службовців Морського відомства. Сад знищили тоді ж, коли й будівлю Магістрату.
Із західного боку площі весь квартал займали кам'яні лавки з вартою і сторожовою вежею, споруджені у 1793 році за проєктом І. Є. Старова. Це була довга одноповерхова будівля, оточена колонадою, по краях якої знаходилися восьмигранні кутові бельведери. Через п'ятнадцять років вони занепали і вже, мабуть, не використовувалися за призначенням, оскільки на плані міста 1808 року лавки навіть не згадуються. У зв'язку зі старістю їх розібрали, а на їхньому місці у 1826 році побудували будівлю портової контори у класичному стилі. Її зруйновано під час Другої світової війни. На її місці в 1954 році спорудили міську адміністрацію за планом архітекторів С. К. Косенко і М. М. Бабаяна.
З північного боку площу оточував Морський бульвар, розбитий у 1826 році за розпорядженням О. С. Грейга на місці звалища. Найімовірніше, бульвар розпланував Ф. І. Вунш, який займався благоустроєм міста. Тоді ж бульвар був огороджений ажурною чавунною решіткою з турнікетами на входах. Бульвар кілька разів переплановувався і змінював назви. Зараз це — Флотський бульвар. На північному сході площі, над пагорбом височів собор в ім'я святого Григорія Великої Вірменії, споруджений у 1793 році. У 1798 році за велінням Павла Першого, щоб знищити пам'ять про Григорія Потьомкіна, собор перейменували на Адміралтейський. Собор був головним храмом Чорноморського флоту. Приблизно в 1936 році дзвіницю церкви зруйнували. Після Жовтневого перевороту в соборі відкрили Музей революції. Але приблизно в 1937—1938 роках собор зруйнували і на його місці спорудили парашутну вишку. Сад, що оточував собор, перетворили на велодром, на якому змагалися миколаївські велосипедисти.
У 1944 році на місці собору влаштували кладовище з могилами загиблих учасників десанту Ольшанського і розбито сквер. Під час перепланування скверу у 1974 році їхній прах перепоховали тут же. Зі сходу за Маріупольською вулицею на площу виходила садиба акваріума із зоологічним і ботанічним садами, збудована 1901 році для М. П. Леонтовича. Акваріум Леонтовича дав початок Миколаївському зоопарку, що був перенесений в район міського автовокзалу у 1970-ті роки. Садибу зруйновано наприкінці 1980-х років для будівництва будівлі облвиконкому.
У південно-східній частині по Адміральській вулиці знаходився будинок сім'ї Аркас. Побудований він, мабуть, на початку ХХ століття в стилі модерн. Після революції тут містився Миколаївський обком комуністичної партії. Будинок був зруйнований під час війни. Збережених левів, що охороняли вхід до будинку Аркасів, встановили у сквері на вході в Каштановий сквер на Соборній вулиці.
На південному боці площі (кут Соборної та Адміральської вулиць) у 1810 році спорудили будівлю Міської управи замість відібраного флотом Магістрату. Там же містилося й поліцейське управління. Згодом над цією красивою класичною будівлею спорудили пожежну каланчу. Але пожежники не розгледіли вогню в себе під ногами — Міська управа згоріла у 1908 році. На її місці вже у 1911 році за проєктом архітектора Є. А. Штукенберга спорудили нову управу — зразок неокласичного стилю. Будівля була знищена під час Другої світової війни.

У південно-західному куті площі вже у 1869 році розміщувалися готель і кафе «Золотий якір», що належали іноземцю К. Монте. Потім замість них Монте спорудив театр. Будівля в стилі неоренесансу була споруджена за проєктом інженера Т. К. Брусницького. Театр згорів під час війни, але потім був відновлений і перейменований. Тоді ж перед ним прибудували класичний портик.

Вид Соборної площі у 1905–1916 роках
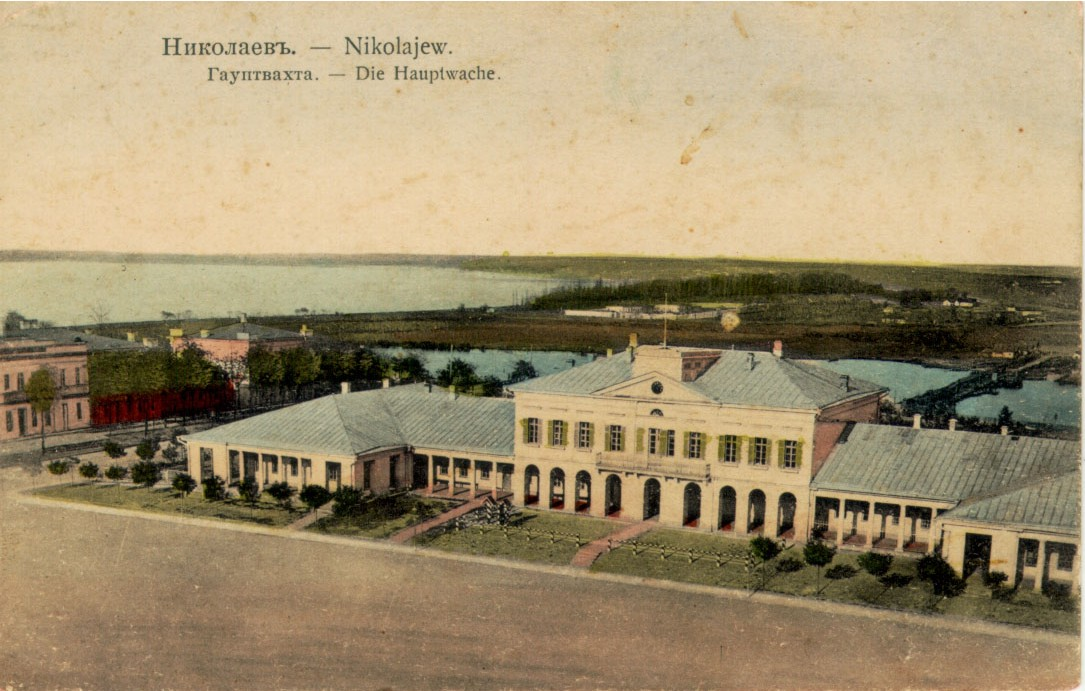
Будівля Магістрату. Північна сторона площі
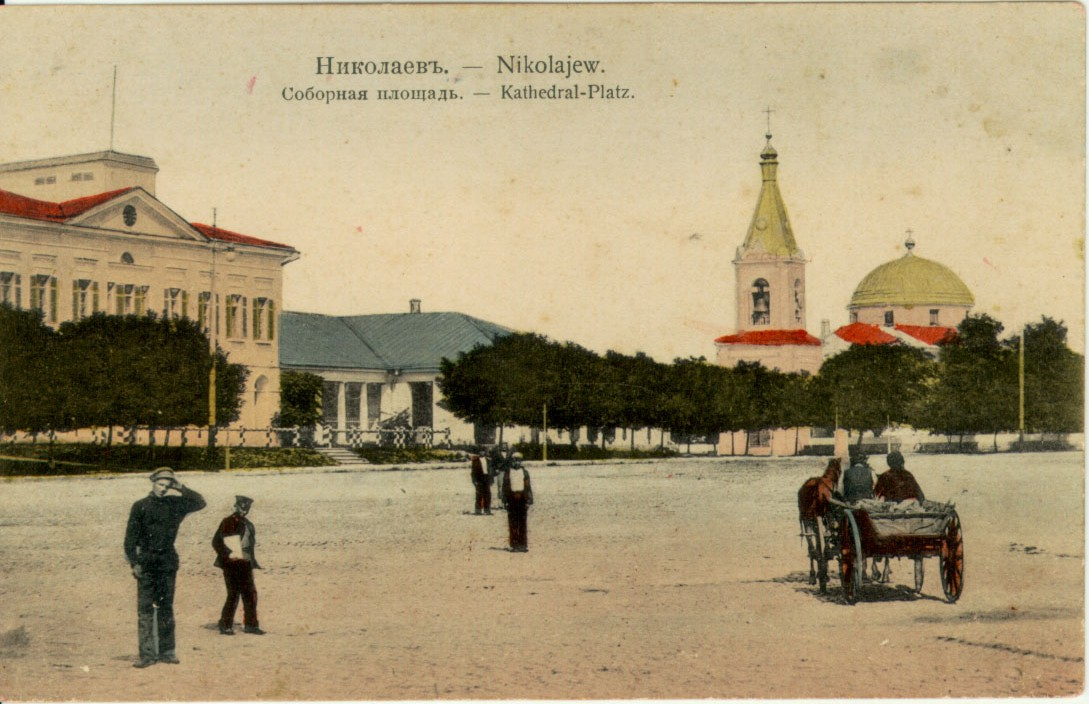
Магістрат і Адміралтейський собор. Північно-східна частина площі
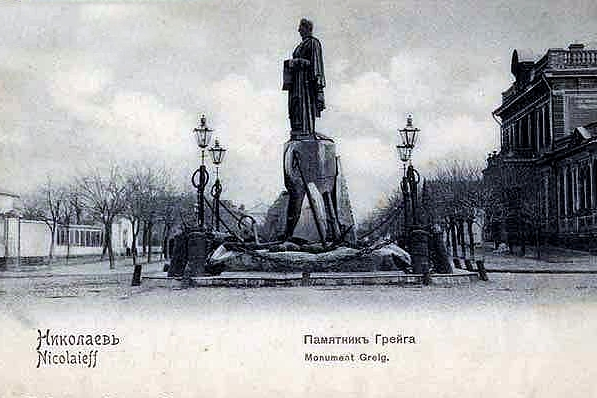
Зліва направо: огорожа Адміралтейського собору, пам'ятник О. С. Грейгу, будинок сім'ї Аркас. Східна частина площі
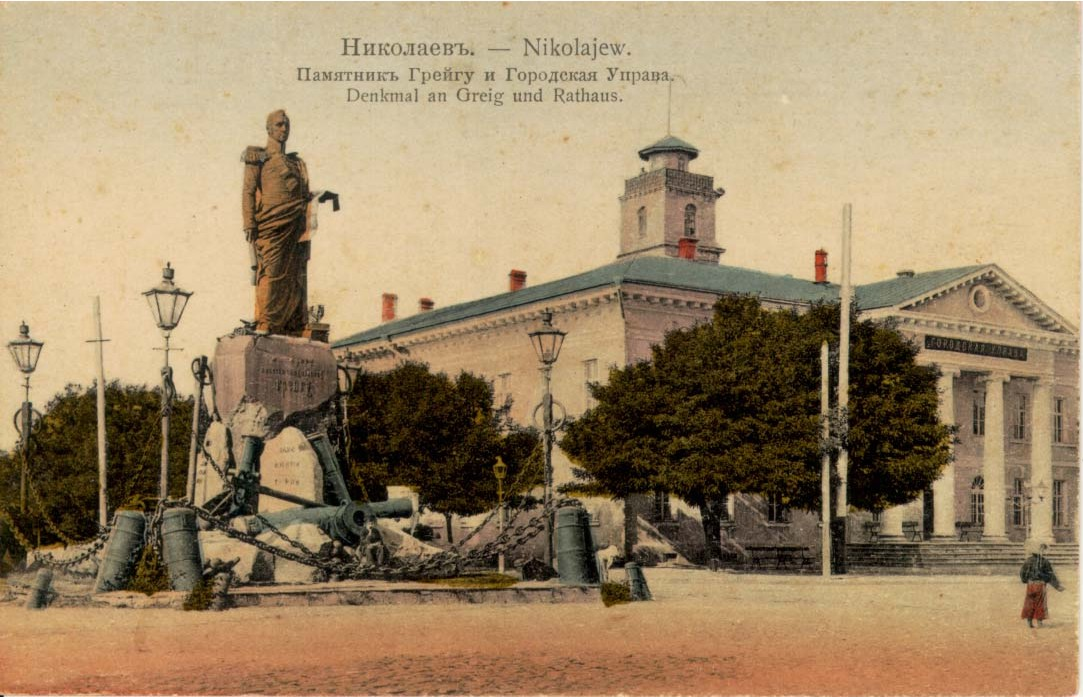
Пам'ятник О. С. Грейгу і будівля міської управи 1810 року. Південна сторона площі
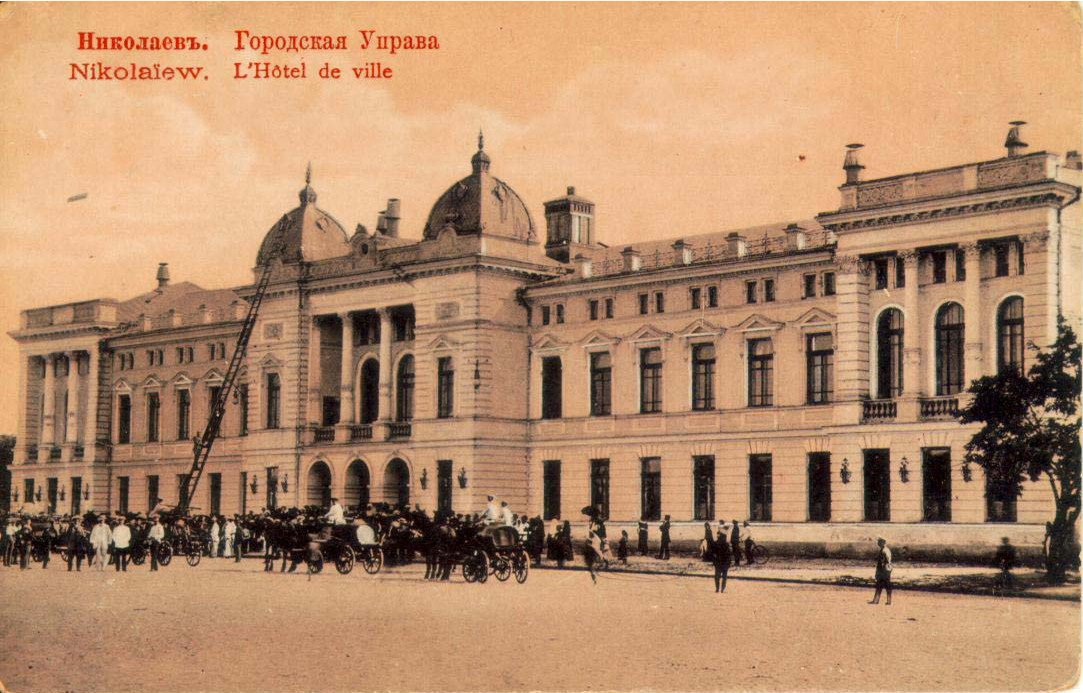
Будівля міської управи 1911 року, збудована замість згорілої минулої

### Радянський період

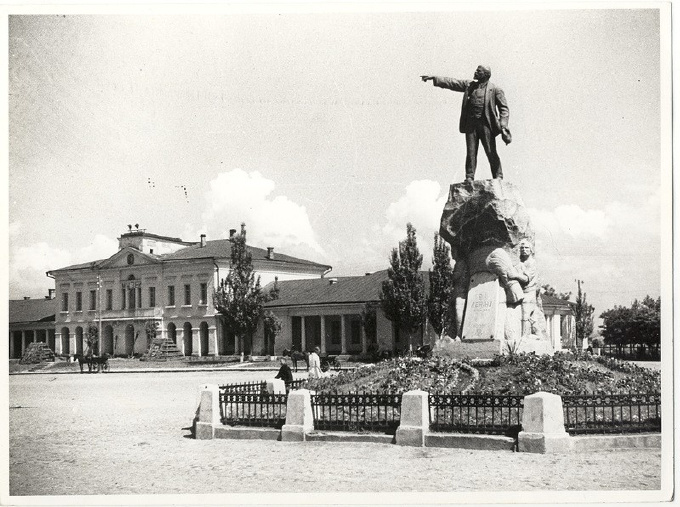
Перший пам'ятник Леніну, споруджений на постаменті пам'ятника О. С. Грейгу, 1930-ті роки

Після Жовтневого перевороту вид центральної площі кардинально змінюється. У 1922 році зносять пам'ятник Грейгу і встановлюють на його місце Леніна. У 1930-ті роки знищують Адміралтейський собор і Магістрат, що залишає головну площу фактично без первісної архітектури. На площі спорудили алеї та фонтани.
22 січня 1927 року на площі відбулося урочисте відкриття першого пам'ятника В. І. Леніну за проєктом скульптора В. В. Козлова. Пам'ятник розміщувався на постаменті раніше знищеного пам'ятника О. С. Грейгу, стесаного до менших розмірів, щоб фігура Леніна не здавалася маленькою. У 1941 році, при окупації міста, пам'ятник був зруйнований.
22 січня 1947 року на його місці спорудили новий пам'ятник за проєктом скульптора М. Г. Манізера, проте згодом передали в дар місту Первомайськ.
Після Другої світової війни більшість площі відвели під створення скверу пам'яті десанту Ольшанського. Тут же відкрили пам'ятник Ольшанцям та спорудили меморіал загиблим воїнам.
Південну сторону площі закривали житлові будинки, поштамт, Будинок профспілок і театр Монте, перейменований на російський драматичний театр імені В. П. Чкалова. Із заходу площу замикала будівля Миколаївського обкому комуністичної партії. Навпроти центрального входу до неї у 1957 році скульптор Ш. Мікотадзе встановив пам'ятник В. І. Леніну.
Навколо площі спорудили нові будівлі: Будинок зв'язку та Будинок Спілок (1968—1970 роки, архітектори С. К. Якимович, В. М. Добровольська), Будинок політосвіти (1974 рік, архітектори В. Н. Добровольська, Є. К. Григор'єва, Н. А. Нікіфоров), Будинок проєктних організацій (1968 рік, архітекторка В. Н. Добровольська) та інші. Зі спорудженням у 1981 році будівлі Будинку Рад реконструкцію площі завершили.

### Незалежна Україна

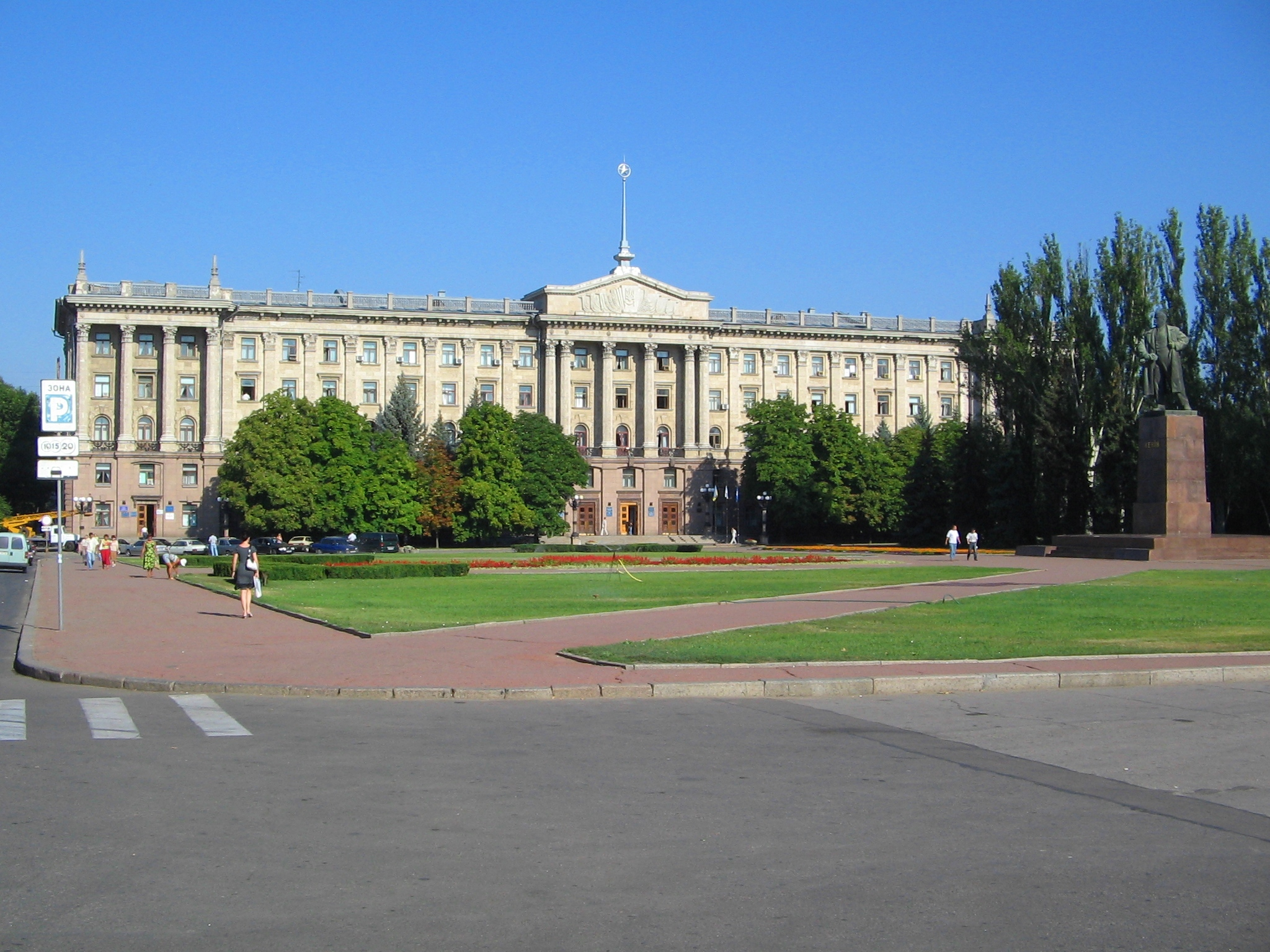
Вид Соборної площі до подій 2013—2014 років і реконструкції

#### Події 2013—2014 років

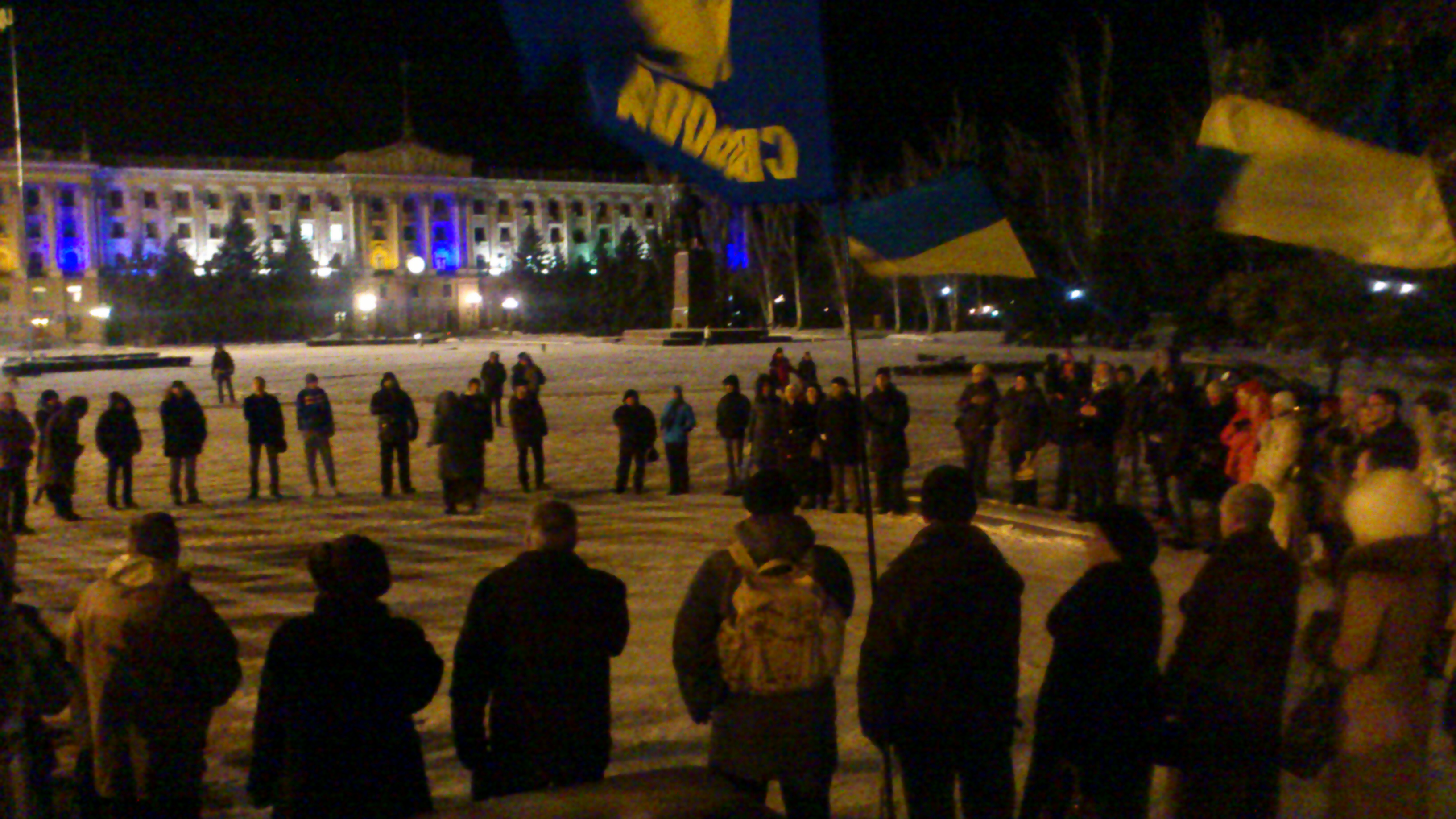
Євромайдан на Соборній площі 22 січня 2014 року

Під час подій Революції гідності на перехресті Соборної і Адміральської вулиць з листопада 2013 року перебував миколаївський Євромайдан. Незважаючи на руйнування міліцією наметів Євромайдану 22–23 листопада та заборону судом проведення масових акцій з 24 листопада 2013 року до 7 січня 2014 року, сотні мешканців міста вийшли на майдан 1 грудня 2013 року з плакатами «Зека на Йолку», «Янукович, геть» та іншими.
22 лютого 2014 року місцеві активісти повалили пам'ятник Леніну. Згодом, за ініціативи представників місцевої влади, щоб запобігти зіткненням між прибічниками повалення та нечисленним захисниками монумента, приєдналися комунальники. Згодом проголосували за те, щоб замість цього пам'ятника був поставлений пам'ятник героям Майдану. Однак згодом пам'ятник Небесній сотні з'явився в іншому місці – у сквері ради Європи, на вулиці Садовій.
Кілька разів на порожньому постаменті з'являлися патріотичні написи. Згодом на постаменті встановили прапор України.
7 квітня 2014 року неподалік площі (в колишній її частині) відбувся розгон антимайдану. Проросійські активісти, що довгий час перебували біля пам'ятника десантникам Ольшанського і влаштовували мітинги, на яких лунали заклики про допомогу до Росії, постійно були присутні російські і радянські прапори, спробували захопити будівлю обласної адміністрації. Протягом кількох годин близько 50 осіб штовхалися з міліцією на сходах ОДА, яку обороняв міліцейський загін. Періодично виникали бійки, гучні заклики і навіть вибух світлошумової гранати.
Увечері навколо наметового містечка «антимайданівців» зібралося кілька сотень людей з проукраїнською позицією. За лічені хвилини «майданівці» знесли наметове містечко навколо меморіалу. Під час розгону масово застосовувалися газові балончики, травматична зброя. З обох сторін у хід йшли дерев'яні кийки, палиці, бейсбольні бити. Кілька людей дістали поранення.

#### Реконструкція 2019 року
У 2019 році на площі почалися ремонтні роботи, які повністю видозмінили Соборну. Так, на День міста миколаївцям презентували абсолютно нову площу з двома фонтанами і великою кількість лавок, а всю поверхню вимостили плиткою. Згодом також встановили діжки з деревами.
Під час реконструкції площі знайшли невелике підвальне приміщення. Розчистивши його від сміття, археолог Олександр Смирнов виявив у ньому ядро. Згодом приміщення ідентифікували як підвальну частину будівлі Магістрату 1793 року.
21 серпня 2019 року миколаївські краєзнавці заклали «капсулу часу». У ній розміщені різноманітні артефакти, пов'язані з історією міста — як сьогодення, так і столітньої давнини: значки різних часів, медалі (зокрема зі спуску авіаносного крейсера), мапа міста Миколаєва початку XX століття, різноманітні документи (дореволюційні та сучасні).
Окрім цього, у «капсулі часу» є і Flash-картки пам'яті, на яких записані копії інтернет-порталу «Николаевский базар», форуму «Скамейка» та фотогалереї «Капсула часу», а також різноманітні відео-ролики, присвячені історії міста Миколаєва та презентаційний ролик від міського голови, присвячений місту Миколаєву. Капсула містить і обов'язкові атрибути — листи-звернення до нащадків.
Капсулу запечатали в скляний футляр із жароміцного скла, загерметизували, після чого помістили в додатковий пластиковий футляр, у якому її зафіксували за допомогою монтажної піни, а зверху та знизу закрили дерев'яними накладками для оберігання від тиску ґрунту.